# La Grande Danse Macabre
La Grande Danse Macabre – album studyjny szwedzkiego zespołu black metalowego Marduk. Wydawnictwo ukazało się 17 kwietnia 2001 roku nakładem wytwórni muzycznej Blooddawn Productions.

## Lista utworów
Opracowano na podstawie materiału źródłowego.
1. "Ars moriendi" – 3:49
2. "Azrael" – 4:43
3. "Pompa funebris 1660" – 5:50
4. "Obedience unto Death" – 4:16
5. "Bonds of Unholy Matrimony" – 5:15
6. "La grande Danse macabre" – 3:29
7. "Death Sex Ejaculation" – 7:06
8. "Funeral Bitch" – 3:03
9. "Summers End" – 7:06
10. "Jesus Christ… Sodomized" – 3:03

## Wydania
| Rok  | Nr katalogowy                             | Format                           | Wydawca                                      | Region            | Źródło |
| ---- | ----------------------------------------- | -------------------------------- | -------------------------------------------- | ----------------- | ------ |
| 2001 | BloodCD 008-1, BLOODCD 008-1, BLOODCD 008 | CD, Album                        | Blooddawn Productions                        | Szwecja           | [ 4 ]  |
| 2001 | 8036-2                                    | CD, Album                        | Century Media Records                        | Stany Zjednoczone | [ 4 ]  |
| 2001 | BLOOD 030                                 | CD, Album, Dig                   | Blooddawn Productions                        | Szwecja           | [ 4 ]  |
| 2001 | BLOOD 008                                 | CD, Album, Ltd, Sli              | Blooddawn Productions                        | Szwecja           | [ 4 ]  |
| 2001 | 8036-2                                    | CD, Album, Promo                 | Century Media Records                        | Stany Zjednoczone | [ 4 ]  |
| 2001 | BLOODCD 008                               | CD, Album, Promo                 | Blooddawn Productions                        | Szwecja           | [ 4 ]  |
| 2001 | SPCD 004                                  | CD, Album, Sli                   | Sail Productions                             | Korea Południowa  | [ 4 ]  |
| 2001 | BLOODLP 008                               | LP, Album, Ltd)                  | Blooddawn Productions                        | Szwecja           | [ 4 ]  |
| 2001 | BLOOD 008 PLP                             | LP, Pic, Album, Ltd              | Blooddawn Productions                        | Szwecja           | [ 4 ]  |
| 2003 | CDM 0803-1479                             | CD, Album                        | CD-Maximum                                   | Rosja             | [ 4 ]  |
| 2006 | BLOOD 030, BLOODDVD 030                   | CD, Album, RM + DVD-V + Box, Ltd | Blooddawn Productions                        | Szwecja           | [ 4 ]  |
| 2008 | REG-CD-1031                               | CD, Album, RM + DVD-V            | Regain Records, Blooddawn Productions        | Stany Zjednoczone | [ 4 ]  |
| 2014 | 9983792, BLOOD 059                        | CD, Album, RE, RM                | Century Media Records, Blooddawn Productions | Szwecja           | [ 4 ]  |
| 2014 | CMD9983791, BLOODCD                       | LP, Album, Lil                   | Century Media Records, Blooddawn Productions | Szwecja           | [ 4 ]  |
| 2014 | CMD9983791, BLOOD 059                     | LP, Album, Ltd, RE, Whi          | Century Media Records, Blooddawn Productions | Niemcy            | [ 4 ]  |
| 2014 | CMD9983791, BLOOD 059                     | LP, Album, Ltd, Sil              | Century Media Records, Blooddawn Productions | Niemcy            | [ 4 ]  |
| 2014 | CMD9983791, BLOOD 059                     | LP, Album, RE                    | Century Media Records, Blooddawn Productions | Niemcy            | [ 4 ]  |